# Astochoporella cassidula
Astochoporella cassidula är en mossdjursart som beskrevs av Hayward och Thorpe 1988. Astochoporella cassidula ingår i släktet Astochoporella och familjen Umbonulidae. Inga underarter finns listade i Catalogue of Life.